# Dập tắt lửa lòng
Dập tắt lửa lòng là một bộ phim truyền hình được thực hiện bởi DT Film do Trương Dũng làm đạo diễn. Phim được chuyển thể từ vở cải lương cùng tên của soạn giả Viễn Châu. Phim phát sóng vào lúc 20h00 từ thứ 2 đến thứ 7 hàng tuần bắt đầu từ ngày 25 tháng 4 năm 2019 và kết thúc vào ngày 13 tháng 6 năm 2019 trên kênh THVL1.

## Nội dung
Dập tắt lửa lòng xoay quanh câu chuyện tình éo le giữa Hoa (Lê Bê La), cô gái nghèo với cuộc sống bấp bênh và Thành (Huy Khánh), con trai út của Bà Hội giàu có (Minh Hạnh). Vì quá yêu nhau, Thành và Hoa chấp nhận vượt qua định kiến muôn đời dù biết chuyện mang thai trước đám cưới sẽ làm ảnh hưởng danh dự của Hoa và gia đình. Nhận ra Thành chỉ dành tình cảm cho Hoa và Hoa cũng luôn tin yêu Thành, Bích, người ban đầu được mai mối với anh, đã bắt đầu lên kế hoạch ly gián tình cảm của cả hai...

## Diễn viên
- Huy Khánh trong vai Thành[3]
- Lê Bê La trong vai Hoa[3]
- Ly Na Trang trong vai Bích[3]
- Thanh Hiền trong vai Thảo[3]
- Minh Hạnh trong vai Bà Hội[3]
- Khương Thịnh trong vai Phú[3]
- Thanh Thức trong vai Tốt[3]
- Kiều Khanh trong vai Vân[3]
- Thanh Nam trong vai Ông Tư Trê
- Ngọc Lan trong vai Bà Ba Sa
- Bích Hằng trong vai Bà Út Thương
- Mã Trung trong vai Ông Hai Nghĩa

Cùng một số diễn viên khác...

## Nhạc phim
- Tắt lửa lòng

Nhạc: Vĩ Thanh
Lời: Trương Dũng
Thể hiện: Trúc Lai
- Người hãy về đi

Nhạc: Vĩ Thanh
Lời: Trương Dũng
Thể hiện: Duyên Quỳnh

## Đón nhận
Tại thời điểm phát sóng, Dập tắt lửa lòng đã dẫn đầu về tỷ suất người xem trên THVL. Trailer của phim sau khi phát hành trên YouTube thu về gần 1,5 triệu lượt xem. Các trích đoạn ngắn của phim cũng có hơn 2000 lượt xem. Nữ diễn viên chính của bộ phim Ly Na Trang cho biết cô đã bị khủng bố tinh thần từ khán giả vì diễn xuất quá nhập tâm và bị mất ngủ, trầm cảm trong nhiều ngày.

## Giải thưởng
| Năm  | Giải thưởng   | Hạng mục                 | (Người) đề cử | Kết quả | Tham khảo |
| ---- | ------------- | ------------------------ | ------------- | ------- | --------- |
| 2019 | WeChoice 2019 | Phim truyền hình của năm | —             | Đề cử   | [ 6 ]     |